# Limbus Company
Limbus Company (кор. 림버스 컴퍼니; Rimbeoseu keompeoni; укр. Компанія Лімбус) — покрокова рольова відеогра 2023 року з елементами ґача-гри, розроблена та випущена південнокорейською компанією Project Moon 27 лютого 2023 року для Microsoft Windows, Android і iOS. Limbus Company входить до світу ігор Lobotomy Corporation (2018) і Library of Ruina (2020). Проєкт поєднує багато ігрових механік, починаючи від покрокових боїв, закінчуючи колекціонуванням персонажів й елементами roguelike-гри. Сюжет подається у форматі візуальної новели, як і в попередніх іграх Project Moon. Дія гри відбувається в антиутопічному місті, де ви та 12 Грішників вирушаєте на пошуки Золотих гілок.

## Сюжет
Дія гри відбувається після кінцівки Library of Ruina. У ній представлені 12 грішників, натхненних відомими літературними творами та персонажами серії манґи/роману «Левіафан» від Project Moon. Ігровий процес простий, полягає в створенні комбо за допомогою ланцюжка й спостереженні за їхнім виконанням.
Події розгортаються в Місті, розгалуженому урбаністичному комплексі, контрольованому мегакорпораціями, де панують бешкети синдикатів, а життя й мораль є крихкими. Головний герой, Данте, страждають на амнезію після нападу невідомих, які замінили їхню голову на годинник. Однак вони рятуються й з'єднуються з 12 «Грішниками», яких вони мають здатність оживляти. За допомогою Верґілія, який ліквідує нападників, Данте призначають «виконавчим менеджером» компанії Лімбус. Їхнє завдання — проникнути на територію, що раніше належала старій корпорації Лоботомія, і знайти заховані «Золоті гілки».

## Персонажі
Грішники (англ. Sinners) — 12 ігрових персонажів, які безпосередньо беруть участь у битвах і кожен з яких має власну унікальну історію. Вони отримали свої імена на честь персонажів або авторів літератури з різних країн:
| Ім'я      | Ім'я        | Ім'я              | Посилання на літературу                                                                                 |
| (укр.)    | (англ.)     | мова першоджерела | Посилання на літературу                                                                                 |
| --------- | ----------- | ----------------- | --- |
| Данте     | Dante       | Dante             | Персонаж поеми «Божественна комедія» Данте Аліг'єрі.                                                    |
| Ї Сан     | Yi Sang     | 하융              | Корейський автор короткого роману «Крила» Ї Сана.                                                       |
| Фауст     | Faust       | Faust             | Однойменна трагедія за авторством німецького письменника Йоганна Вольфганга фон Гете.                   |
| Дон Кіхот | Don Quixote | Don Quixote       | Герой однойменного іспанського роману «Хитромудрий Ідальго Дон Кіхот Ламанчський» Мігеля де Сервантеса. |
| Рьойшу    | Ryōshū      | 良秀              | Наразі невідомий образ, натхненний японською повістю «Муки пекельні» Рюноске Акутаґави.                 |
| Мерсо     | Meursault   | Meursault         | Прізвище головного героя французької повісті «Сторонній» Альбера Камю.                                  |
| Хун Лу    | Hong Lu     | 太虛幻境          | Китайський роман «Сон у червоному теремі» за авторством Цао Сюецінь (кит.: 紅樓夢 — Honglou Meng).      |
| Гіткліф   | Heathcliff  | Heathcliff        | Лінтон Гіткліф з англійського роману «Буремний перевал» Емілі Бронте.                                   |
| Ізмаїл    | Ishmael     | Ishmael           | Оповідач американського роману Германа Мелвілла «Мобі Дік».                                             |
| Родіон    | Rodion      | Родион            | Родіон Раскольников із російського роману «Злочин і кара» Федора Достоєвського.                         |
| Сінклер   | Sinclair    | Sinclair          | Оповідач у німецькому романі «Деміан: Історія молодості Еміля Сінклера» Германа Гессе.                  |
| Отіс      | Outis       | Ουτις             | Одіссей із давньогрецької поеми «Одіссея» Гомера.                                                       |
| Ґреґор    | Gregor      | גרגור             | Однойменний герой німецької повісті «Перевтілення» Франца Кафки.                                        |

## Огляди
Станом на 21 травня 2023 року Limbus Company в Steam має 10 тисяч відгуків, більшість з яких схвальні. У магазині Google Play гра була завантажена понад 100 тисяч разів, а також має оцінку 4.5 зірок із 5 можливих згідно з 10 тисячами відгуків. Тим часом в App Store гра має 4.6 з 5 згідно з 1 тисячею відгуків гравців.
Південнокорейське видання INVEN поставила грі 7.5 балів із 10. У статті гра описується як «приваблива з глибоким, похмурим концептуальним світом і персонажами з відчуженим характером». Відзначається висока якість звуку, сюжету та візуальної складової, а також критикується бойова складова та інтерфейс, що описується як «незручний і недружній».
Майкл Мендоза Абарро-молодший з Game8 оцінив гру на 70 зі 100 балів. Позитивними аспектами гри, на його думку, є світ і сюжет, система бою, графіка, саундтрек та дружність до гравців, що не витрачають реальних грошей на внутрішньоігрові покупки. З іншого боку, слабкими сторонами є недостатня пояснюваність ігрових механік, складна подача історії світу й те, що ґача-система може відлякати деяких гравців.
Антоніо Самсон із Hardcore iOS оцінив проєкт на 3 з 5 балів. У своїй статті він зазначає, що гра вражає гравців захопливими візуальними ефектами та фантастичним саундтреком, а також великою кількістю цікавих персонажів у світі гри. Він також похвалив сюжет відеогри. Однак він виражає критику щодо ґача-системи та «невигадливого» ігрового процесу, оскільки ці елементи на його думку заважають грі бути цікавішою.